# Marcel Carpentier

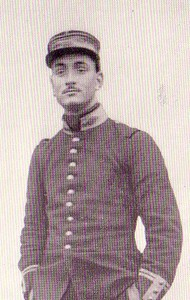
Marcel Carpentier (1915)

Marcel Maurice Carpentier (* 2. März 1895 in Preuilly-sur-Claise; † 14. September 1977 in Mettray) war ein französischer Heeresoffizier. Er nahm an beiden Weltkriegen sowie dem Indochinakrieg teil.

## Leben

### Erster Weltkrieg und Zwischenkriegszeit
Carpentier wurde bei Kriegsausbruch dem 90e régiment d’infanterie  zugeteilt. Am 22. Mai 1915 wurde Carpentier im Alter von zwanzig Jahren zum Capitaine befördert. Am 16. Juni 1915 wurde er schwer verwundet.
Nach Kriegsende diente er weiter und absolvierte an der Militärschule Saint-Cyr eine Generalstabsausbildung. 1937 wurde er Generalstabschef der französischen Truppen in der Levante.

### Zweiter Weltkrieg
1940 diente Carpentier als Commandant in der französischen Armee. Carpentier diente nach der Niederlage Frankreichs im Westfeldzug in der Armee des Vichy-Regimes bis 1942 als Generalstabschef der Truppen in Nordafrika unter Jean de Lattre de Tassigny. Im Zuge der Operation Torch liefen diese Truppen 1942 fast geschlossen zu den Westmächten über. Auf Seiten des Freien Frankreichs diente Carpentier als Generalstabschef der 1ere Armée und im Verlauf als Kommandeur der 2. marokkanischen Infanteriedivision.

### Indochinakrieg
1949 wurde Carpentier zum Oberbefehlshaber des Expeditionskorps in Indochina ernannt. Während des Indochinakriegs sprach er sich vehement gegen eine von den Vereinigten Staaten aufgebaute und bewaffnete vietnamesische Nationalarmee aus. Carpentier verfolgte die Strategie die Viet Minh im Viet bac von den Reislieferungen aus dem Delta des Roten Flusses zu isolieren und somit die Guerilla zu schwächen. Hierzu betraute er General Marcel Alessandri mit einer umfassenden Operation. Nach der verlustreichen Niederlage bei der Schlacht an der Route Coloniale 4 1950 wurde Carpentier durch Jean de Lattre de Tassigny ersetzt.
Nach seiner Ablösung diente Carpentier im NATO-Hauptquartier.
Er verließ die Armee 1956 im Rang eines Général d’armée.